# ...Лу
...Лу — другий цар Аванської династії, у «Списку царів Шумеру та Аккаду» вказаний другим королем еламського походження, який утвердив царство Авану над усім Шумером. Збереглася лише частина його імені. Точна дата його правління невідома, але він міг правити у так званий палеоеламітський період (приб. 2400 – 2015 рр. до н.е.). Також він можливо міг бути тим самим другим королем (Тата) з Авану, про якого йдеться у «Династичному списку сасанідів», де він також «утвердив царство Авану над усім Шумером».
Згідно зі «Списком царів Шумеру та Аккаду»: йому передував неназваний король (можливо, Пелі, який згадується лише у «Династичному списку сасанідів») і наслідував Кур-Ішшак. Однак у «Династичному списку сасанідів» зазначається, що другий король, Та-а-ар, передав престол Уку-Танхішу.